# هنری کوپر

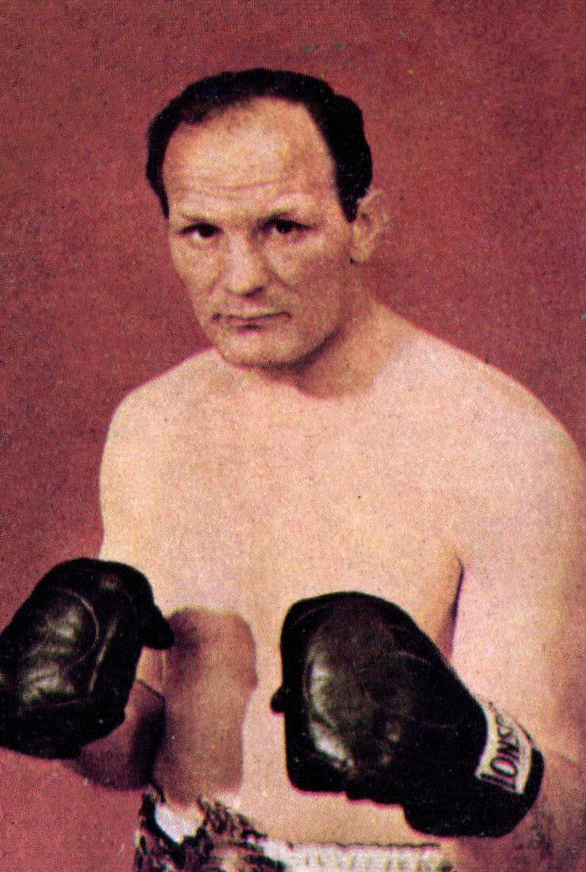
هنری کوپر - ۱۹۶۹

هنری کوپر (به انگلیسی: Henry Cooper) سناتور سابق عضو حزب دموکرات ایالات متحده آمریکا بود. وی در سال ۱۸۷۱ تا ۱۸۷۷ میلادی سناتور ایالت تنسی در سنای ایالات متحده آمریکا بود.